# Schauer-Klapperschlange
Die Schauer-Klapperschlange (Crotalus durissus), auch als Cascabel oder Tropische Klapperschlange bezeichnet, ist eine Art der Klapperschlangen (Crotalus) und endemisch auf dem südamerikanischen Kontinent.

## Merkmale
Die Schauerklapperschlange ist mit einer Körperlänge von durchschnittlich einem Meter eine vergleichsweise große Klapperschlange. Einzelne Individuen können 1,50 Meter lang werden. In ihrer Färbung und Beschuppung ist die Art abhängig von der jeweiligen Unterart und regionalen Verbreitung sehr variabel, wodurch eine allgemeingültige Beschreibung nicht möglich ist. Die Variation der Grundfärbung reicht von einem Gelb über Rot, Grün, Olivgrün, Braun, Hell- und Dunkelgrau bis Schwarz. Die Rückenzeichnung besteht im Regelfall aus Flecken mit einer rautenförmigen Gestalt, den Diamanten, die sich auch in ein Fleckenmuster oder ein Zeichnungsband auflösen kann. Sie kann im selben Farbton dunkler als die Grundfärbung oder auch in einer anderen Farbe bzw. schwarz sein.
Die Kopfzeichnung ist weniger variabel, obwohl es auch hier einzelne Unterarten mit verschiedener Ausprägung gibt. Im Regelfall besteht sie aus zwei deutlichen, parallel laufenden Streifen von der Kopfoberseite in den Nacken, die dieselbe Farbe wie das Zeichnungsmuster auf dem Rücken haben, sowie einem Augenstreif, der über die Augen bis zu den Mundwinkeln führt.

## Verbreitung und Lebensraum
Crotalus durissus ist endemisch in Südamerika und kommt in folgenden Ländern vor: Argentinien, Bolivien, Brasilien, Französisch-Guyana, Guyana, Kolumbien, Paraguay, Peru, Surinam, Uruguay und Venezuela. Dabei handelt es sich nicht um ein durchgehendes Verbreitungsgebiet, da die Schlange die Regenwaldgebiete meidet. So konnte bislang kein Nachweis der Schlange in Panama gemacht werden. Auch die Regenwälder im Amazonasbecken im zentralen Südamerika werden nicht von ihr besiedelt, was zu einer Trennung der Populationen im nördlichen Südamerika und denen südlich des Amazonas führt. Ebenfalls isoliert sind die Unterarten auf den Inseln vor der Küste Venezuelas.
Der Lebensraum der Schauerklapperschlange ist durch trockene Waldgebiete und Grassteppen gekennzeichnet, während sie geschlossene Wälder, Sumpfgebiete sowie den südamerikanischen Regenwald meidet. In einigen Gebieten wurde die Schlange allerdings auf kleinen, von Regenwald umgebenen und damit isolierten Trockenflächen gefunden.

## Parasiten
Die Schauer-Klapperschlange ist Typuswirt des Spulwurms Travassosascaris araujo.

## Schlangengift
Das Gift der Schauerklapperschlange variiert in seiner Zusammensetzung und Wirkung regional sowie abhängig von den Unterarten sehr stark. Das Gift einiger Unterarten ähnelt in seiner Zusammensetzung den Giften der mexikanischen und nordamerikanischen Klapperschlangen und zeichnet sich somit vor allem durch Gewebe zerstörende Proteine aus. Die Wirkung besteht hierbei entsprechend vor allem aus Gewebezerstörungen, lokalen schmerzhaften Schwellungen und hämorrhagischen Effekten. Das Gift der südamerikanischen C. d. terrificus beinhaltet dagegen vor allem neurotoxische Anteile, die auf das zentrale Nervensystem wirken und zu Paralyse, Schock, Ausfall von Nervenversorgungen zentraler Organe und Nierenversagen führen – lokale Schmerzen und Schwellungen sind dagegen kaum vorhanden.
Vor allem Schlangenbisse der C. d. terrificus sind sehr häufig tödlich mit einer Mortalität von bis zu 75 Prozent innerhalb kurzer Zeit, während bei Bissen anderer Unterarten häufig ärztliche Hilfe und die Gabe eines Gegengiftes möglich ist.

## Systematik

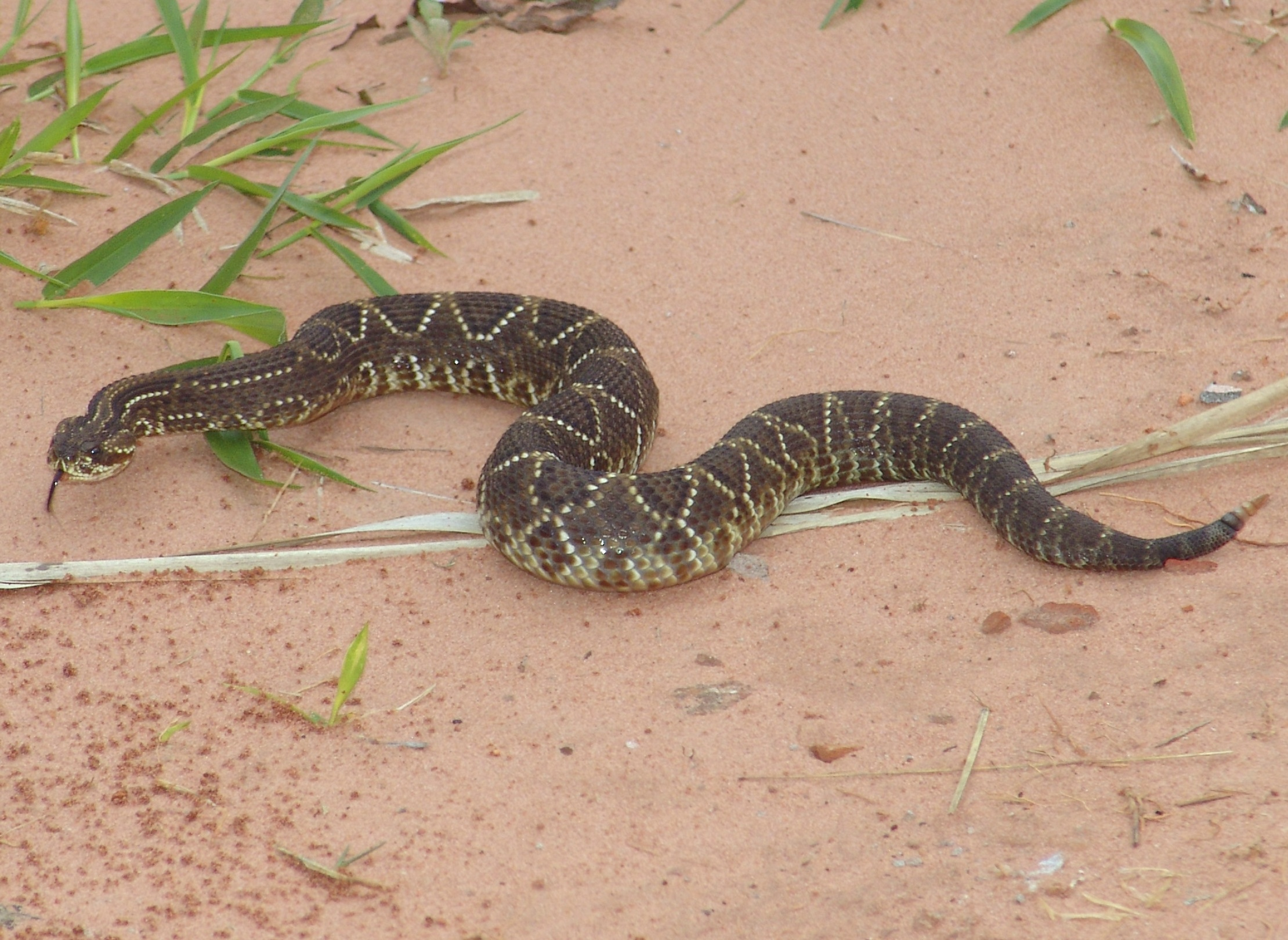
Crotalus durissus terrificus

Aktuell (2022) listet Reptile Database 6 Unterarten der Schauerklapperschlange. Zeitweise wurden bis zu 14 Unterarten geführt, teilweise mit sehr großen Verbreitungsgebieten, meistens jedoch als endemische Unterarten auf kleinräumige Gebiete beschränkt. Es lassen sich unterscheiden:
- C. d. cumanensis in Kolumbien und den Küstenregionen Venezuelas
- C. d. dryinas entlang der Nordostküste Südamerikas – inzwischen als C. d. durissus geführt
- C. d. marajoensis auf der brasilianischen Insel Marajó
- C. d. ruruima im Bereich des Mount Roraima in der Nähe der Grenze von Venezuela und Brasilien
- C. d. terrificus in weiten Teilen Südamerikas vom südöstlichen Peru bis zur Atlantikküste Brasiliens und südlich im zentralen und südlichen Argentinien
- C. d. trigonicus im südwestlichen Guyana und angrenzenden Regionen

Inzwischen als eigene Arten anerkannt werden:
- C. d. durissus in weiten Teilen Zentralamerikas – inzwischen als eigenständige Art Crotalus simus geführt
- C. d. totonacus in Mexiko – inzwischen als eigenständige Art Crotalus totonacus geführt
- C. d. tzabcan in Mexiko, Guatemala, Belize – inzwischen als eigenständige Art Crotalus tzabcan geführt
- C. d. unicolor auf der Insel Aruba vor der Küste Venezuelas – inzwischen als eigenständige Art Crotalus unicolor geführt
- C. d. vegrandis im östlichen Venezuela – inzwischen als eigenständige Art Crotalus vegrandis geführt

Bei der von Linnaeus beschriebenen Typuslokalität handelt es sich nach Ansicht von Campbell & Lamar (2004) vermutlich nicht um Jalapa, Mexiko, sondern die Region Guyanas. Hieraus resultiert ein Wechsel der Nominatform von Crotalus durissus. Ursprünglich wurden zentralamerikanische Populationen als Crotalus durissus durissus geführt, welche nun unter der Bezeichnung Crotalus simus eine eigenständige Art darstellen. Die Populationen von Crotalus durissus dryinas im nördlichen Südamerika wurden folglich zur Nominatform und tragen nun die Bezeichnung C. d. durissus.